# كتلة الرقبة
تُعد كتلة الرقبة أحد الحالات الطبية الأكثر غموضًا التي تصيب منطقة العنق لعدة أسباب لم تكتشف بعد، لكن تعد التشوهات الخلقية كالكتل الشحمية(ملاحظة) والأكياس الدرقية اللسانية أحد الأسباب الرئيسة لهذه الحالة.

## التشخيص الطبي
يعتمد التشخيص الطبي لهذه لحالة بشكل أساسي على سيرة المريض والفحص الجسمي لموقع وحجم وطراوة وشكل واتساق ولون هذه الكتلة.
ولكن في حال لم يكن التشخيص الذي سبق حاسمًا للحالة، فمن الممكن اللجوء إلى فحوصات أخرى حسب عمر المريض؛ فمثلاً يتم أخذ صورة طبقية للمنطقة للبالغين إضافة لفحص الدم، أما الأطفال فيتم تشخيصهم عن طريق الأشعة فوق السمعية بدلاً من تعريضهم للأشعة الطبقية. وفي الحالات النادرة جدًا يفضل أخذ خزعة بالإبرة لتسهيل التشخيص.